# Alaba Lawson
Alaba Lawson nacida Alaba Oluwaseun Lawson (Abeokuta, 18 de enero de 1951-28 de octubre de 2023) fue una magnate, empresaria y académica nigeriana. En 2017 se convirtió en la primera mujer elegida presidenta la Asociación Nacional de Cámaras de Comercio, Industria, Minas y Agricultura (NACCIMA). También fue Presidenta de la Junta del Consejo de Gobierno, Moshood Abiola Polytechnic, Estado de Ogun.   
Jefa tribal nombrada iyalode, Lawson fue presidenta pro tempore del Foro de Mujeres Gobernantes tradicionales de Nigeria.  

## Biografía
Nacida en la familia Jibolu-Taiwo de Abeokuta, la capital del estado de Ogun, Alaba Lawson es familiar de la que fuera ministra de salud y activista Olikoye Ransome-Kuti o del pionero de la música afrobeat Fela Anikulapo Kuti . Completó su educación primaria y secundaria en la Escuela Primaria Africana de St. James, Idi-Ape, Abeokuta entre 1957 y 1962 y en la Escuela de Gramática de Niñas Abeokuta, Abeokuta, hasta 1968 antes de ir al   Maestros St. Nicholas Montessori Teachers’ Training College en Prince's Gate, Inglaterra en 1973, donde obtuvo un Diploma en Enseñanza.
Comenzó su carrera docente en 1969 en Children House School, Ibara y mientras estaba en Inglaterra, enseñó en la escuela de guardería Queen's Gate Montessori y Mill Hill Nursery and Junior School antes de regresar a Nigeria en 1977 para establecer su propia escuela llamada Lawson's Childcare, guardería y escuela primaria donde comenzó con solo tres estudiantes y ahora se ha convertido en Lawson Group of Schools.
Más tarde estableció una empresa comercial / distribuidora conocida como Capricorn Stores Ltd, entre 1968 y 1996 con puntos de distribución con Nigerian Breweries Ltd, Nigerian Bottling Company Ltd, Guinness Nigeria Ltd, West African Portland Cement Ltd, etc. Se convirtió en Presidenta de las Cámaras de Comercio de Abeokuta en 1995 y más tarde se convirtió en Presidenta del Consejo de Cámaras de Comercio de Ogun en el año 2000 y la dirigió hasta 2002. En 2009 estableció un Banco de Microfinanzas conocido como Abestone Microfinance Bank para impulsar las PYME.
El 25 de mayo de 2017, Alaba se convirtió en la primera mujer en ser elegida Presidenta de la Asociación Nacional de Cámaras de Comercio, Industria, Minas y Agricultura (NACCIMA) tras el vencimiento del mandato del Dr. Benny Edem

## Títulos de Jefatura[9]
- La otun de oko
- La Iyalode Asiwaju de Egbalandia[8]
- La Otun Iyalode de los cristianos Egba
- La Iyalode de Egbaland (desde depuesto )
- La Iyalode de Yorubalandia